# Schön&gut
schön&gut ist ein Schweizer Kabarettduo, bestehend aus Anna-Katharina Rickert (* 1973 in Zürich, CH) und Ralf Schlatter (* 1971 in Schaffhausen, CH). Rickert lebt in Birmensdorf, Schlatter in Zürich.
schön&gut steht für poetisches und politisches Kabarett, für die Liebe zum Wortspiel, zur Musik, zur präzisen Sprache, zum geistreichen Witz und zum satirischen Stachel.
Ihren ersten Auftritt hatten schön&gut im Januar 2000, drei Jahre später entstand ihr erstes Bühnenprogramm Eine Liebesgeschichte (Premiere 2003 in Zürich). Daneben brachten sie 2004 eine szenische Lesung zu Ralf Schlatters Erzählung Maliaño stelle ich mir auf einem Hügel vor, 2005 hatte ihre szenische Lesung Im Sturz durch Zeit und Raum Premiere. 2006 folgte die Premiere des zweiten Kabarettprogramms Das Kamel im Kreisel. 2009 war die Uraufführung ihres dritten Kabarettprogramms Der Fisch, die Kuh und das Meer. 2013 folgte Schönmatt, 2016 Mary.

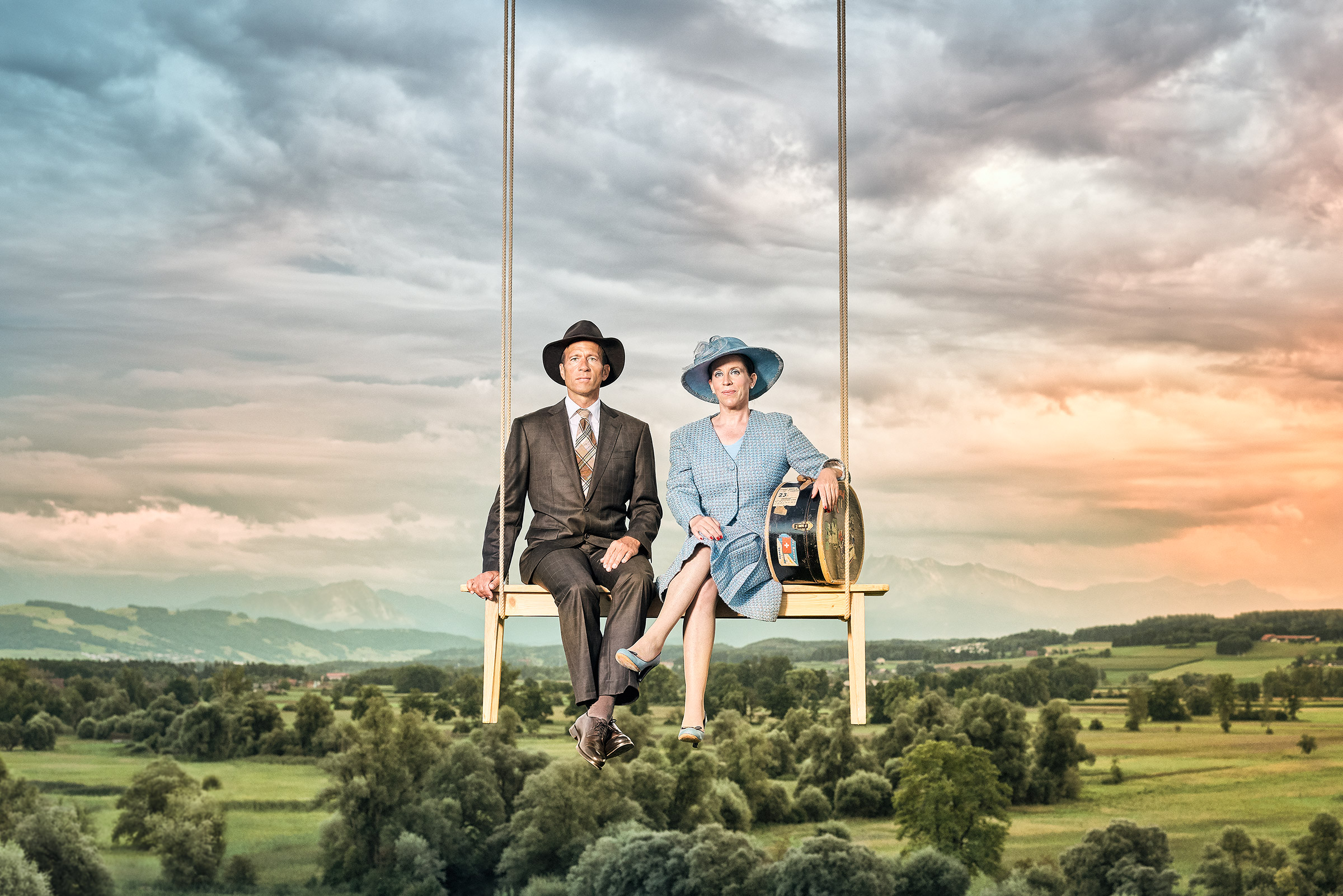
schön&gut, Aller Tage Abend

Von 2009 bis 2020 waren sie Teil des Ensembles des Bundesordners, einem jährlichen satirischen Jahresrückblick, der vom Casinotheater Winterthur produziert wird.
schön&gut wurden für ihr Schaffen 2004 mit dem Salzburger Stier ausgezeichnet, 2014 mit dem Schweizer Kabarettpreis Cornichon und 2017 mit dem Schweizer Kleinkunstpreis.

## Programme
- Eine Liebesgeschichte, poetisches und politisches Kabarett. 2003, Zürich.
- Maliaño stelle ich mir auf einem Hügel vor, szenische Lesung. 2004, Zürich.
- Im Sturz durch Zeit und Raum, szenische Lesung. 2005, St. Moritz.
- Das Kamel im Kreisel, poetisches und politisches Kabarett. 2006, Schaffhausen.
- Der Fisch, die Kuh und das Meer, poetisches und politisches Kabarett. 2009, Schaffhausen.
- Schönmatt. poetisches und politisches Kabarett. 2013, Basel.
- Mary. poetisches und politisches Kabarett. 2016, Basel.
- Aller Tage Abend, poetisches und politisches Kabarett. 2021, Basel.

## Texte
- Kultbuch Schweiz zu allem, was in der Schweiz Kult ist, von Alphorn bis Zwingli. Komet Verlag, Köln 2008, ISBN 978-3-86941-303-7.

## Auszeichnungen
- 2004: Salzburger Stier
- 2014: Schweizer Kabarett-Preis Cornichon[1]
- 2017: Schweizer Kleinkunstpreis

## Weblink
- schoenundgut.ch